# Ricikî, Jovkva
Ricikî (în ucraineană Річки) este localitatea de reședință a comunei Ricikî din raionul Jovkva, regiunea Liov, Ucraina.

## Demografie
Componența lingvistică a localității Ricikî
     Ucraineană (99,39%)
     Alte limbi (0,61%)
Conform recensământului din 2001, majoritatea populației localității Ricikî era vorbitoare de ucraineană (99,39%), existând în minoritate și vorbitori de alte limbi.